# Egg (musikgrupp)
Egg var en brittiskt progressiv rockgrupp som bildades i juli 1968. Gruppen blev känd för sitt märkliga, experimentella sound. Den anses vara en del av Canterburyscenen trots att man var hemmahörande i London, inte i Canterbury.
Egg producerade tre studioalbum innan de upplöstes 1974.

## Diskografi

### Album
- Egg, 1970
- The Polite Force, 1971
- The Civil Surface, 1974

### Singel
- "Seven Is a Jolly Good Time" / "You Are All Princes", 1969